# CZ (オートバイ)

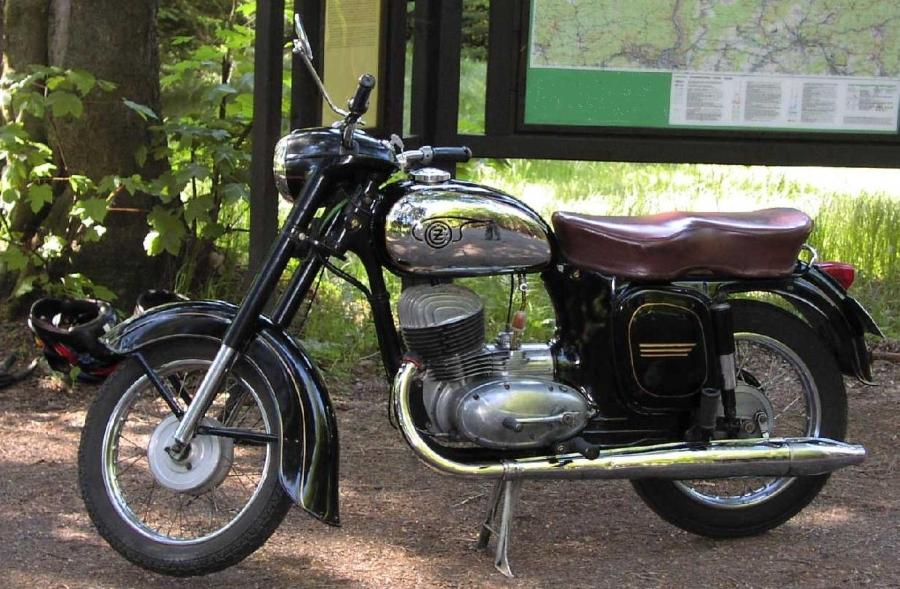
CZ・タイプ455（250cc）

CZ ( ČZ ) は、銃器メーカーだったチェスカー・ズブロヨフカ・ストラコニツェ( Česká zbrojovka Strakonice ) が製造していたオートバイのブランドである。シュコダ財閥によってチェコスロバキアのストラコニツェに設立された。

## 歴史
元々は1919年9月、Jihočeská zbrojovka（南ボヘミア武器工場）と呼ばれる小さな武器工場として生まれたのが始まりである。同社はやがてヴェイプルティの武器製造工場と合併し、1922年にはプラハにあった工場と合併した。これらの再編によって会社は「ストラコニツェのチェコ軍事工場」という意味の名称に変わった。この会社で製造したピストル、空気銃、自動小銃といった製品はいずれも成功を収めた。
しかし会社の成長は1929年がピークとなり、第一次世界大戦後の武器セールスは次第に下降線を辿った。そんな中でCZはヴルタヴァ川沿いのクラルピ・ナト・ヴルタヴォウにある工場で自転車の部品の製造を始めた。やがてここで製造された自転車がヨーロッパ、アジア、アフリカ、南アメリカの国々へ輸出され、会社は再び発展し始めた。1932年にはエンジン付き自転車の製造を始め、その3年後にはストラコニツェで最初のオートバイを生産して市場に参入した。CZブランドのオートバイは大成功を収め、同社は瞬く間にチェコスロバキアで最大手のオートバイメーカーとなった。ビジネスの成功は生産活動の更なる拡張をもたらし、チェーンや工作機械などの工業製品の製造も手がけるようになった。
第二次世界大戦中は工場はドイツの占領を受け、戦争に必要な資材の生産工場とされた。大戦後の1946年、他の主な産業の企業と同様にCZも国営化され、政治情勢もあってストラコニツェの工場における武器製造を終了した。1948年には同じくチェコスロバキアのオートバイメーカーであり最大のライバルであったヤワと提携した。
1950年代から1960年代にかけてはモトクロスやエンデューロなどのモータースポーツで数々の勝利を得るとともにストリートモデルの開発と生産でも大きな成功を収めた。この次期のCZは世界でもっとも成功したメーカーのひとつであり、イギリスのBSAに次いでヨーロッパで2番目に大きなオートバイメーカーであった。この時期にはロードレース世界選手権の250ccクラスや350ccクラスにも挑戦したが、これらのロードレーサーは技術的には洗練されていたもののイタリアの強力なファクトリーマシン（MVアグスタ、ジレラ、モンディアルなど）には太刀打ちできなかった。
1969年、エンジニアのフランチシェク・プディルによって350ccV4エンジンのグランプリレーサー、タイプ860が開発された。これはDOHC16バルブという当時としては先進的なメカニズムと8速ギヤボックス、セリアーニ ( en:Ceriani ) 製フロントフォーク、デロルト製SSIキャブレターによって16000回転で63馬力、240km/hの最高速度を発揮した。このV4マシンは1971年のチェコスロバキアGPではボフミル・ステーザのライディングでヤマハのヤーノ・サーリネンに次ぐ2位でフィニッシュし、1972年のオーストリアGPでは残り数周のところでメカニカルトラブルのためにリタイヤするまではMVアグスタのジャコモ・アゴスチーニを押さえてトップを走るなど、何度か印象的な走りを見せた。しかし1972年シーズン終了後、CZはリソースをモトクロスに集中させるために費用のかかるロードレースから撤退した。
一方オフロードレースの世界ではCZは強力な2ストロークマシンで知られた有力なメーカーのひとつとして、長期に渡って成功を収めている。早くから2ストロークエンジンの排気管にエキスパンションチャンバーを取り入れたメーカーのひとつでもあったCZのオートバイは、1960年代にはモトクロス世界選手権では7度ワールドタイトルを獲得し、国別対抗エンデューロ大会であるインターナショナル・シックスデイズ・トライアル ( en:International Six Days Enduro ) でも何度も勝利を飾った。
しかし、1970年代になると安価な日本製オートバイの台頭によってCZは徐々に市場でのシェアを奪われていき、1993年、民営化されたCZのオートバイ部門はイタリアのオートバイメーカーであるカジバに買収された。カジバはチェコの工場でCZとヤワ、および自身のブランドのニューモデルを生産しようとしたが、この戦略は財政難のためにうまくいかず1997年にCZブランドのオートバイは生産が中止された。以後、CZ社はギアボックスやターボチャージャーなどの自動車部品を生産する一方、チェーン、工具、鋳型と鋳物、工作機械などの創業時から続けている工業製品の製造を続けている。

## モータースポーツでの記録

### モトクロス世界選手権
- 1964年 250ccクラスチャンピオン - ジョエル・ロベール（ベルギー）
- 1965年 250ccクラスチャンピオン - ビクトル・アベルコフ（ソ連）
- 1966年 500ccクラスチャンピオン - ポール・フリードリッヒ（東ドイツ）
- 1967年 500ccクラスチャンピオン - ポール・フリードリッヒ（東ドイツ）
- 1968年 250ccクラスチャンピオン - ジョエル・ロベール（ベルギー）
- 1968年 500ccクラスチャンピオン - ポール・フリードリッヒ（東ドイツ）
- 1969年 250ccクラスチャンピオン - ジョエル・ロベール（ベルギー）

### インターナショナル・シックスデイズ・トライアル
- 1947年優勝 - チェコスロバキア・チーム
- 1952年優勝 - チェコスロバキア・チーム
- 1954年優勝 - チェコスロバキア・チーム
- 1956年優勝 - チェコスロバキア・チーム
- 1958年優勝 - チェコスロバキア・チーム
- 1959年優勝 - チェコスロバキア・チーム
- 1962年優勝 - チェコスロバキア・チーム
- 1970年優勝 - チェコスロバキア・チーム
- 1971年優勝 - チェコスロバキア・チーム
- 1972年優勝 - チェコスロバキア・チーム
- 1973年優勝 - チェコスロバキア・チーム
- 1974年優勝 - チェコスロバキア・チーム
- 1977年優勝 - チェコスロバキア・チーム
- 1978年優勝 - チェコスロバキア・チーム
- 1982年優勝 - チェコスロバキア・チーム